# José Hernández Clemente
José Guadalupe Hernández Clemente (ur. 21 kwietnia 1999 w León) – meksykański piłkarz występujący na pozycji lewego obrońcy lub lewego pomocnika, od 2022 roku zawodnik Mineros.